# Edificio Hucke
El Edificio Hucke es un edificio patrimonial ubicado en la ciudad chilena de Valparaíso, actual sede de varias escuelas de la Facultad de Ingeniería de la Universidad de Valparaíso. Sus piezas fueron trasladadas en buque desde Europa y ensambladas entre 1908 y 1910 por el arquitecto alemán Otto Anwandter. Durante varias décadas, albergó a la fábrica de chocolates y galletas Hucke, convirtiéndose en un ícono del desarrollo industrial que vivió la ciudad a principios del siglo XX. A fines de los años 1980, el inmueble fue comprado por la compañía de electricidad Chilquinta, quien a su vez lo vendió a la Universidad de Valparaíso en 2012, comenzando a funcionar como establecimiento educacional en 2014.
Actualmente es propiedad del Banco Santander, y constituye uno de los edificios emblemáticos de la Universidad de Valparaíso, junto con el inmueble de la Facultad de Derecho, ubicado en la Avenida Errázuriz.

## Historia

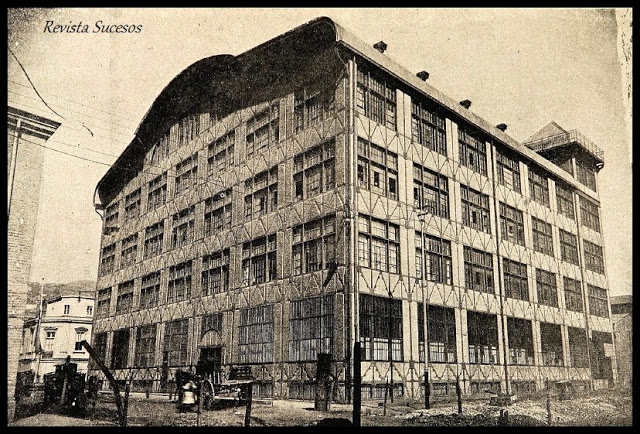
La Fábrica Hucke en 1910. Fotografía aparecida en la revista Sucesos.

El edificio fue ensamblado por el arquitecto alemán Otto Anwandter en 1908, a partir de piezas trasladadas en buque desde Europa, para ser utilizado por la fábrica de chocolates y galletas Hucke. La fábrica funcionó allí hasta 1982, fecha en que decidió trasladarse a la capital, Santiago, luego de las crecientes presiones de la competencia, producto del proceso de apertura económica experimentado durante el período de la dictadura militar (1973-1990).
A fines de los años 1980, el edificio fue comprado por la compañía eléctrica Chilquinta. Esta empresa trabajó allí durante treinta años, hasta que debió abandonar el edificio luego del terremoto de Chile de 2010.
Dos años más tarde, el 16 de agosto de 2012, el edificio fue comprado por la Universidad de Valparaíso el 16 de agosto de 2012, mediante la firma de un contrato de arriendo a Chilquinta con compromiso de compra con un plazo de cinco años, con un costo total de $4100 millones de pesos. Mediante esta iniciativa, dicha universidad pública continuó con su idea de recuperar edificios patrimoniales para uso educativo, proyecto iniciado un par de años antes con la restauración de un deteriorado inmueble del Barrio Puerto, para convertirse en la sede de la Facultad de Humanidades. Inicialmente se esperaba que los 1600 estudiantes de ingeniería de entonces pudieran trasladarse al remodelado Edificio Hucke en marzo de 2013. Sin embargo, la recuperación del inmueble se retrasó hasta julio de 2014, con una inversión total de $5200 millones de pesos por conceptos de compra, restauración y habilitación del interior del edificio. La adecuación final del interior de las dependencias, junto con la disposición final de las salas de clases y oficinas, acabaron unos meses más tarde.
Luego de su apertura como nueva sede de la Facultad de Ingeniería de la Universidad de Valparaíso, el edificio pasó a ser utilizado por las carreras de Ingeniería Civil, Ingeniería en Construcción, Ingeniería Civil Informática e Ingeniería Civil Biomédica, las cuales sumaban por entonces alrededor de 1500 estudiantes y 80 profesores.

## Emplazamiento
El edificio se ubica en el barrio El Almendral, a una cuadra del Parque Italia y a pasos de la Avenida Brasil, sumándose así al barrio universitario de El Almendral, emplazado principalmente en dicha Avenida.

## Características arquitectónicas
Este edificio tiene 8900 metros cuadrados de superficie. Se trata de un edificio mecano de acero, cuyas estructuras metálicas fueron ensambladas mediante pernos y remaches, sin el uso de soldaduras. Con cinco pisos de altura, su diseño estuvo inspirado en las edificaciones de Alexandre Gustave Eiffel.
Tras el terremoto de Chile de 2010, el edificio experimentó daños estructurales que requirieron de una millonaria inversión para ser reparados. Entre 2012 y 2014 se trabajó en aumentar su grado de rigidez, mejorar su estabilidad y adecuar su interior para un uso universitario, en contraste con el uso exclusivamente industrial y empresarial dado al edificio desde su construcción, durante más de un siglo. Para lograr esto último se debieron instalar tabiques, para generar los espacios de salas de clases y oficinas.